# Erysimum moranii
Erysimum moranii är en korsblommig växtart som beskrevs av Reed Clark Rollins. Erysimum moranii ingår i släktet kårlar, och familjen korsblommiga växter. Inga underarter finns listade i Catalogue of Life.